# Masujirō Nishida
Masujirō Nishida (西田 満寿次郎?, Nishida Masujirō; ... – 1924) è stato un allenatore di calcio e calciatore giapponese, di ruolo portiere.